# Konary (gmina w województwie warszawskim)
Konary (alt. Kanary) – dawna gmina wiejska istniejąca do 1954 roku w woj. warszawskim. Nazwa gminy pochodzi od wsi Konary, lecz siedzibą władz gminy po roku 1932 była Klonowa Wola.
Za Królestwa Polskiego gmina należała do powiatu górnokalwaryjskiego w guberni warszawskiej. W związku ze zniesieniem powiatu górnokalwaryjskiego w 1879 gminę przyłączono do powiatu grójeckiego w tejże guberni.
W okresie międzywojennym gmina Konary należała do powiatu grójeckiego w woj. warszawskim. Po wojnie gmina zachowała przynależność administracyjną. Według stanu z dnia 1 lipca 1952 roku gmina składała się z 14 gromad. 1 lipca 1952 roku z gminy Konary wyłączono gromadę Borowe, która weszła w skład nowo utworzonej gminy Rososz.
Jednostka została zniesiona 29 września 1954 roku wraz z reformą wprowadzającą gromady w miejsce gmin. Po reaktywowaniu gmin z dniem 1 stycznia 1973 roku gminy Konary nie przywrócono a jej dawny obszar wszedł w skład nowej gminy Warka.